# Gish (відеогра)
Gish — відеогра жанру двовимірної аркади, розроблена компанією Cryptic Sea і видана компаніями Chronic Logic і Stardock в 2004 році. «Gish» є інді-грою, її розробив дизайнер Едмунд МакМіллен (англ. Edmund McMillen) спільно з Іосіей Пішотта ( Josiah Pisciotta) і Алексом Остіном (англ. Alex Austin).

## Ігровий процес
Окрім можливості пересування, Гіш може змінювати свій фізичний стан: бути просто твердим, твердим і важким, липким, слизьким. У другому стані він падає швидше, має можливість розбивати тверді предмети, тиснути ворогів, тонути у воді, протистояти здавленню (останнє можливо і в першому). В липкому стані Гіш може прилипати до поверхонь, навколишніх предметів. У слизькому стані він може продавлюватися (протискуватися) крізь вузькі місця на рівнях тощо. Для того щоб стрибнути, Гіш повинен спочатку стиснути своє тіло, а потім, в момент максимального стиснення, відновити жорстку форму свого тіла і як пружина підскочити вгору. З кожним наступним стрибком його висота збільшується.
Крім того Гіш може одночасно знаходиться в кількох станах, що дає можливість долати перешкоди. Наприклад, коли він липкий і слизький, то може дертися по стінах, не прилипаючи до інших об'єктів, крім стіни.

## Сюжет
Протагоністом гри є маленька кулька смоли на ім'я Ґіш (англ. Gish). У нього відсутні будь-які зовнішні органи, крім жовтих блискучих очей та ікластих зубів. Подруга Гіша Бріа (англ. Brea) була захоплена невідомою персоною і затягнута під землю, всередину каналізаційних проходів. Головний герой вирушає на її пошуки. Сюжет має дві кінцівки, які визначаються проходженням останнього рівня в грі.

## Саундтрек
Всі звуки і музика були зроблені Тімом Смоленсом (англ. Tim Smolens) і Джеффом Аттрідгом (англ. Jeff Attridge). У грі присутні пісні групи Estradasphere, включаючи пісню «Feed Your Mama's Meter» з альбому Buck Fever.

## Нагороди гри
- 2005 рік IGF: «Grand Prize»
- 2005 рік IGF: «Innovation in Game Design»
- Game Tunnel: «Game of the Year»
- Game Tunnel: «Adventure Game of the Year»
- Home of the Underdogs: Top Dog
- 2004 рік Фіналіст на фестивалі IGF

## Продовження
У листопаді 2008 року був анонсований сиквел до гри — Gish 2, дата релізу не відома. Сиквел розроблявся розробниками першої частини гри (Алекс Оксин і Едмунд МакМіллен), які забрали права на розробку гри у Chronic Logic. Проект Gish 2 був скасований наприкінці 2009 року, коли Едмунд МакМіллен пішов з власної компанії Cryptic Sea. Так само була створена гра з однойменною назвою для телефонів.